# Nzema
L'nzema, també coneguda com a appolo, és una llengua kwa, parlada pel poble Nzema del sud-oest de Ghana i del sud-est de la Costa d’Ivori. Té uns 330.000 parlants. La major part dels seus parlants és bilingüe amb l’akan. Comparteix un 60% d’intel·ligibilitat amb el jwira-pepesa i és semblant al baoule.

## Sistema fonològic

### Vocals
Té nou fonemes vocàlics que són /i, ι, e, ε, a, ɔ, o, υ, u/, més un desè, que és /з/, que pot ser una variant de /a/ si precedeix una síl·laba amb la vocal i o u, com per exemple, en la paraula зkuba/skua, que és un nom de noia tradicional. També té, a més de les vocals orals, cinc fonemes vocàlics nasals: /ũ, ῦ, ᾶ, ι, ἷ/
Podem dividir les vocals en dos grups: al grup I corresponen /i, e, з, o, u/ i al grup II /ι, ε, a, ɔ, υ/. Normalment, en paraules de més de dues síl·labes, només s'hi poden trobar les vocals d'un dels grups, és a dir, vocals que pertanyen a grups diferents no es solen trobar en una mateixa paraula. Aquesta harmonia vocàlica es concreta en el següent aparellament de les vocals: i, ι; e, ε; з, a; ɔ, o; u, υ. Les vocals del grup I es produeixen més cap endavant i a la part superior de la boca.
Per aquesta harmonia vocàlica, els afixos verbals tenen dues formes diferents de pronunciació, depenent de si el verb consta de vocals del primer o del segon grup; i així mateix, afecta els prefixos pronominals (que s’expliquen més endavant).

### Consonants
Algunes característiques consonàntiques del nzema és que té el so /kp/ en lloc de /p/; i que les consonants sonores es troben després de les nasals o entre vocals, mentre que les palatals i les fricatives glotals només entre vocals.
En el seu sistema consonàntic trobem el fenomen de la mutació consonàntica: una consonant pot canviar alguns de les seves propietats fonètiques degut a certes condicions gramaticals o fonètiques; per exemple, la k passa a ser h quan està en contacte amb ɔ. Les consonants que es sotmeten a aquesta mutació consonàntica són les oclusives, les africades, i les fricatives. Les nasals no solen estar afectades per aquest fenomen, però en algunes ocasions, les alveolars nasals de la síl·laba inicial poden esdevenir laterals nasalitzades si estan entre vocals.
La mutació consonàntica o la seva absència serveix en alguns casos per diferenciar aspectes lèxics. Per exemple, yidia significa caminar, mentre que yitia, trepitjar.

## Gramàtica
Els pronoms personals de l’nzema són els següents —com s’ha apuntat anteriorment en l’apartat de sistema fonològic, trobem dos variants degut a l’harmonia consonàntica:
|           | Grup I | Grup II |
| --------- | ------ | ------- |
| Jo        | mi-    | mι-     |
| Tu        | e-     | ε-      |
| Ell/ella  | o-     | ɔ-      |
| Nosaltres | je-    | jε-     |
| Vosaltres | be-    | bε-     |
| Ells      | be-    | bε-     |

Tant el temps com l’aspecte verbal s’indiquen amb prefixos. Per exemple, el temps de present en procés, s’indica amb el prefix –lε. “Ell està caminant” es tradueix en /ɔ+lε+tia/ (tia és l’arrel de caminar). Només hi ha un sufix verbal, que trobem en la forma de passat.
Les oracions verbals en nzema s’estructuren de la següent manera en el cas que sigui una afirmació positiva: pronom personal + forma verbal. Per exemple, “Jo ballo” en nzema és /mi+si/, on mi és el pronom personal de primera persona singular i si és l’arrel verbal.
En el cas de les oracions verbals negatives s’afegeix entre el pronom personal i la forma verbal una consonant nasal que indica negació, de manera que l'estructura resultant és la següent: pronom personal + consonant nasal de negació + verb.
Hi ha una sèrie de noms que tenen el prefix vocal –a quan es vol fer una construcció de possessiu en la qual el nom precedent és el posseïdor.
El plural s’indica en la major part dels casos amb un prefix, i normalment suposa un canvi en la primera consonant de la paraula, degut a la mutació consonàntica explicada anteriorment. Per exemple, casa és sua, i en plural passa a ser зzua. Algunes paraules, però, formen el plural afegint el sufix -mɔ, com en el cas de foc: sιnι, focs: sιnι-mɔ.
També trobem un sufix nominal, que es compon de l/r més vocal, i que podem trobar en paraules com aigua, pit o pedra.